# Bulnesia arborea
Bulnesia arborea là một loài thực vật có hoa trong họ Zygophyllaceae. Loài này được (Jacq.) Engl. miêu tả khoa học đầu tiên năm 1892.